# Cody Simpson
Cody Robert Simpson (Gold Coast, Queensland; 11 de gener de 1997) és un cantant australià. Actualment és artista de segell discogràfic estatunidenc Atlantic Records.
Simpson va començar a gravar cançons a la seva habitació durant l'estiu del 2009 a YouTube, interpretant «I'm Yours» de Jason Mraz, «Cry Me a River» i «Señorita» de Justin Timberlake, «I Want You Back» de Jackson 5, i les seves pròpies cançons, «One» i «Perfect».

## Creixement musical
El petit artista de només 13 anys va saltar a la fama gràcies als descobriment de Shawn Campbell que va mirar els vídeos que ell va penjar amb les seves cançons One i Perfect, que són les que més s'han escoltat fins ara, en diversos països. A l'edat de sis anys, Simpson per primera vegada va tocar una guitarra, i allà va començar la seva carrera, que fins fa poc es va complir, de ser un famós cantant i posteriorment compositor (el que és impressionant per la seva curta edat). Va escriure la primera cançó a l'edat de 8 anys, el que impressionarà al seu professor de música.

## Simpson a Catalunya
Cody Simpson va participar juntament amb Carly Rae Jepsen a la gira Believe Tour del Justin Bieber, com a convidat a la seva actuació a Barcelona i a París. Així doncs, Simpson actuà a Barcelona el passat 16 de març. Va ser el seu primer contacte amb les/els fans catalans, i la seva primera estada a l'Estat, ja que no va actuar a Madrid, només a Barcelona.
Posteriorment va fer una actuació tres dies més tard amb en Justin a la ciutat de París.

## Discografia

### Àlbums d'estudi
- Paradise (2012)
- Surfers Paradise (2013)
- Free (2015)

### Extended plays (EPs)
- 4 U (2010)
- Coast to Coast (2011)
- Preview to Paradise (2012)
- The Acoustic Sessions (2013)

### Mixtapes
Angels & Gentlemen (2012)